# チャールズ・グワスミー
チャールズ・グワスミー（1938年6月19日 - 2009年8月3日）はアメリカ合衆国の建築家。父は画家ロバート・グワスミー(en:Robert Gathmey)、母は写真家のロザリー・グワスミー。シャーロット (ノースカロライナ州)に生まれる。グワスミー・シーゲル＆アソシエイツ (Gwathmey Siegel & Associates Architects)の主宰者の一人であり、ニューヨーク・ファイブ(en: The New York Five)の一員としてよく知られている。最も知られているものに1992年のニューヨークのソロモン・R・グッゲンハイム美術館のリノベーションが挙げられる。1965年から1991年かけては プラット・インスティテュート、クーパー・ユニオン(en:Cooper Union)、プリンストン大学、コロンビア大学、テキサス大学、カリフォルニア大学ロサンゼルス校、イェール大学等にて教鞭をとる。食道癌により亡くなる。

## 略歴
- ペンシルベニア大学卒業
- 1962年 イェール大学大学院修士課程修了。傑出した成績でウィリアム・ワート・ウィンチェスター奨学金、フルブライト・プログラム受給者となる。
- 1970年 アメリカ芸術院(en: American Academy of Arts and Letters)ブルンナー賞受賞。
- 1976年 アメリカ芸術院会員。
- 1981年 アメリカ建築家協会(en:American Institute of Architects)会員。
- 1983年 アメリカ建築家協会ニューヨーク支部名誉メダル受賞。
- 1985年 第一回イェール大学校友会芸術賞受賞。
- 1985年 ハーヴァード大学客員教授就任。

## 主要作品
- 1995年 ノースマイアミ現代美術館(en:Museum of Contemporary Art, North Miami)（マイアミ・デード）
- 2005年 アスター・プレイス・タワー（ニューヨーク）